# جان شالیکاشویلی
جُنْ مالْخازْ داویتْ شالیکاشْویلی (به گرجی: ჯონ მალხაზ დავით შალიკაშვილი) معروف به ژنرال شالی (زادهٔ ۲۷ ژوئن ۱۹۳۶، درگذشت ۲۳ ژوئیه ۲۰۱۱ میلادی)،
ژنرال ارتش ایالات متحده آمریکا، دهمین فرمانده ستاد افسران عالی‌رتبه کشورهای هم پیمان اروپا (ناتو) و سیزدهمین فرمانده ستاد مشترک ارتش ایالات متحدهٔ آمریکا بود.
او در ورشو لهستان، از والدین گرجی زاده شده بود و نخستین فرد خارجی ایالات متحده آمریکا بود که به فرماندهی ستاد مشترک ارتش ایالات متحدهٔ آمریکا رسید. او همچنین نخستین دریافت کنندهٔ جایزهٔ رهبری درجه داران عالی‌رتبه دانشگاه جنگ دریایی ایالات متحده آمریکا بود.
ژنرال شالیکاشویلی در ۲۳ ژوئیه ۲۰۱۱ در اثر سکته درگذشت و در آرامستان ملی آرلینگتون در ایالت ویرجینیا به خاک سپرده شده‌است.

## پرتره‌های رسمی

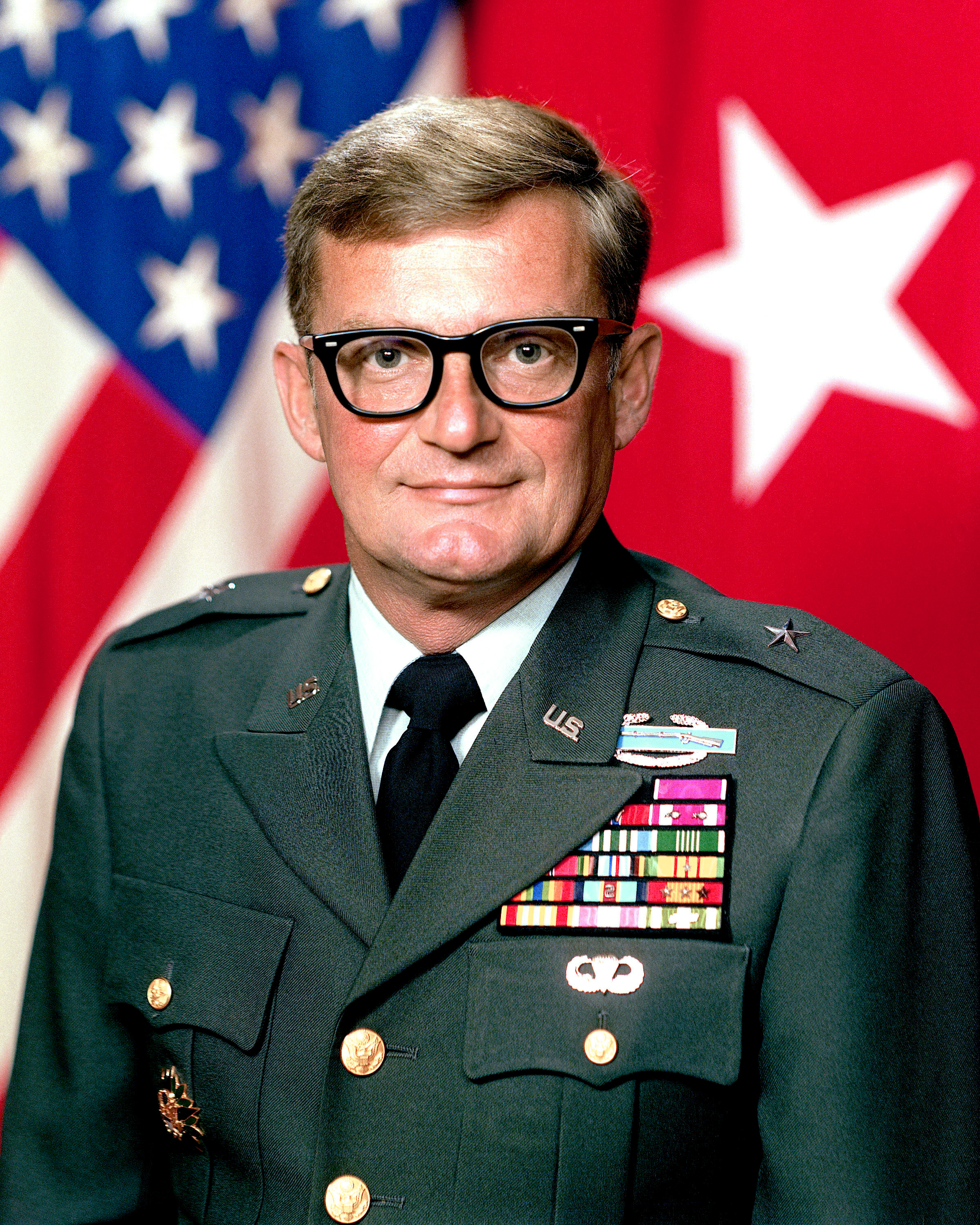
سرتیپ جان شالیکاشویلی (۱۹۸۳)
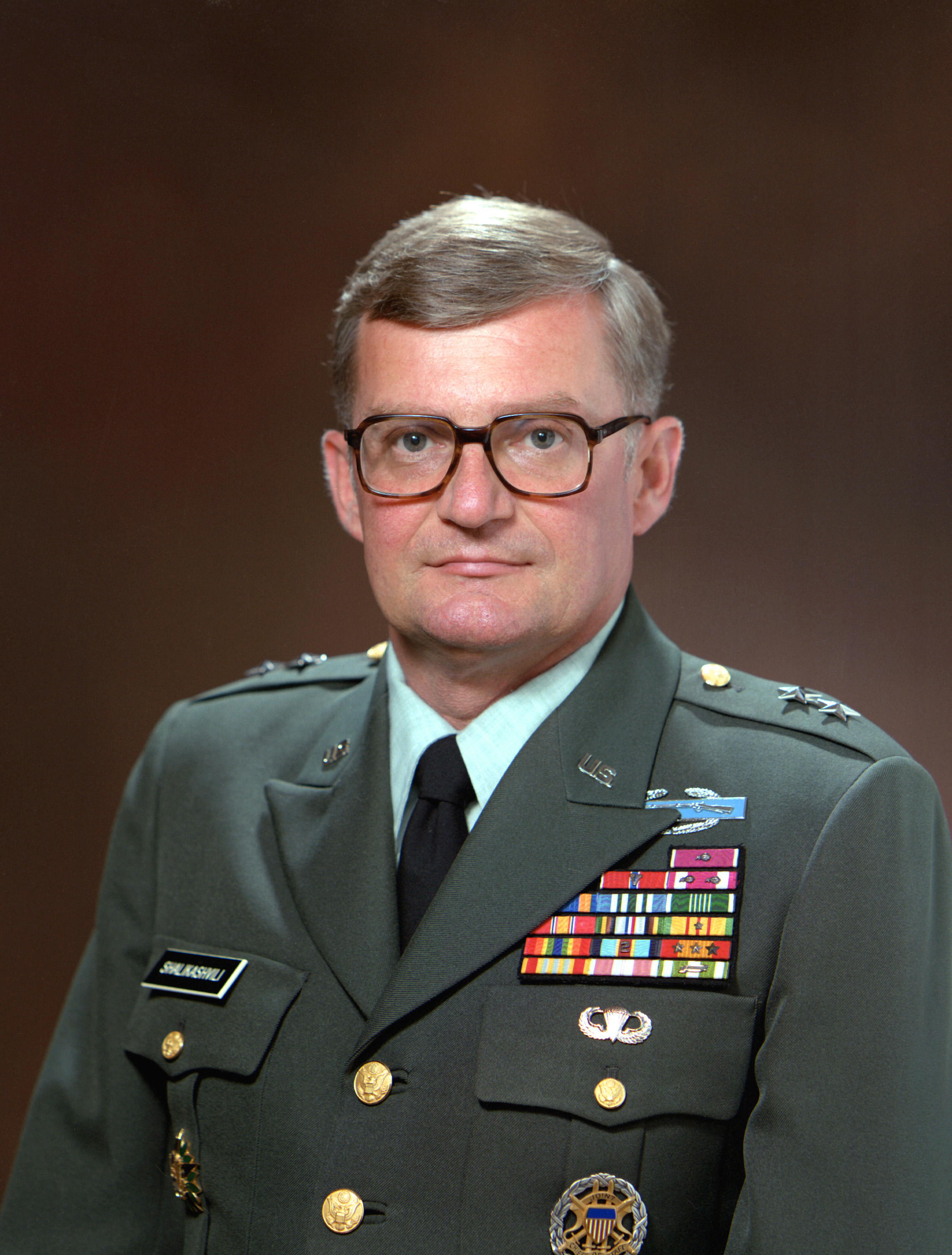
سرلشکر جان شالیکاشویلی (۱۹۸۶)
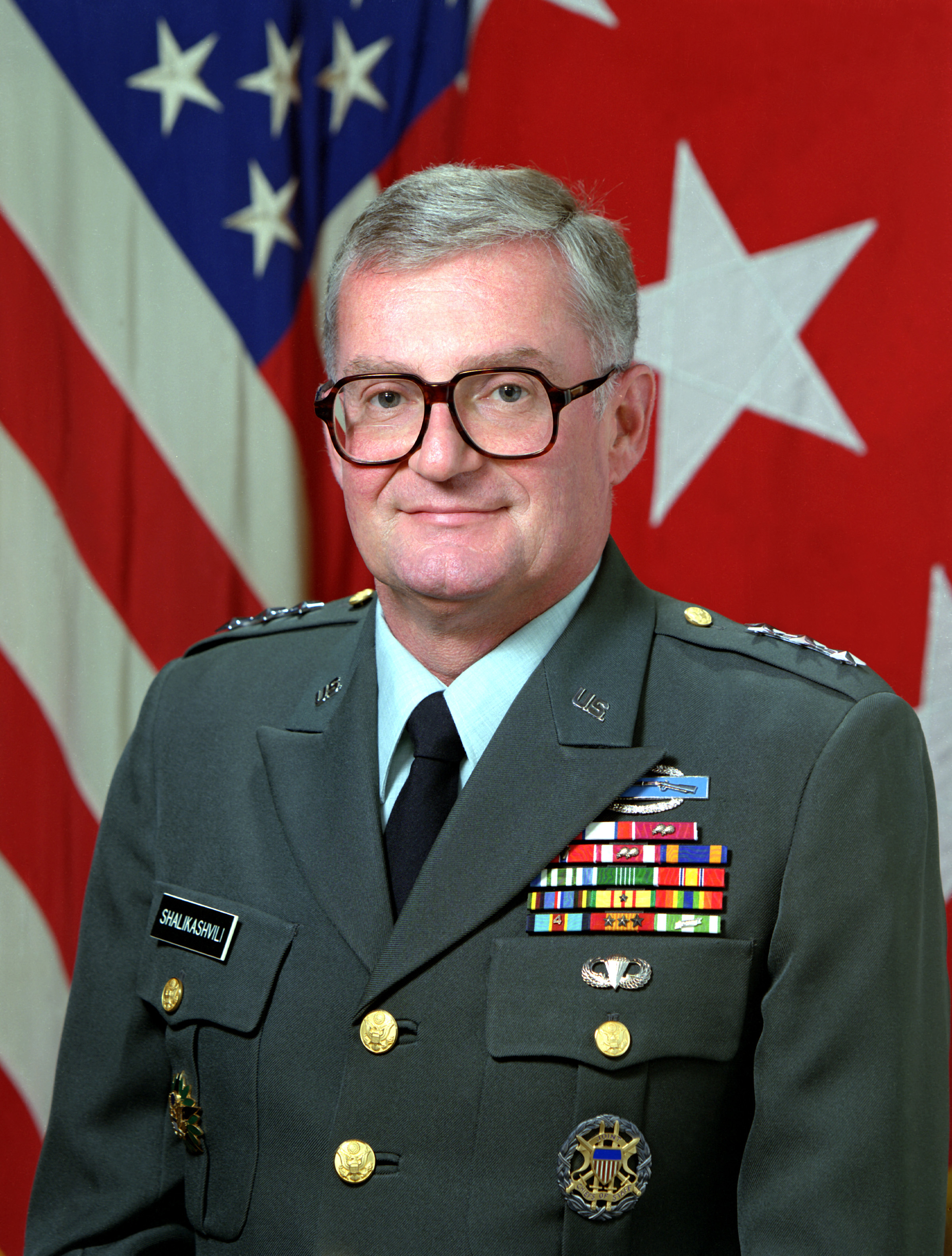
سپهبد جان شالیکاشویلی (۱۹۹۱)
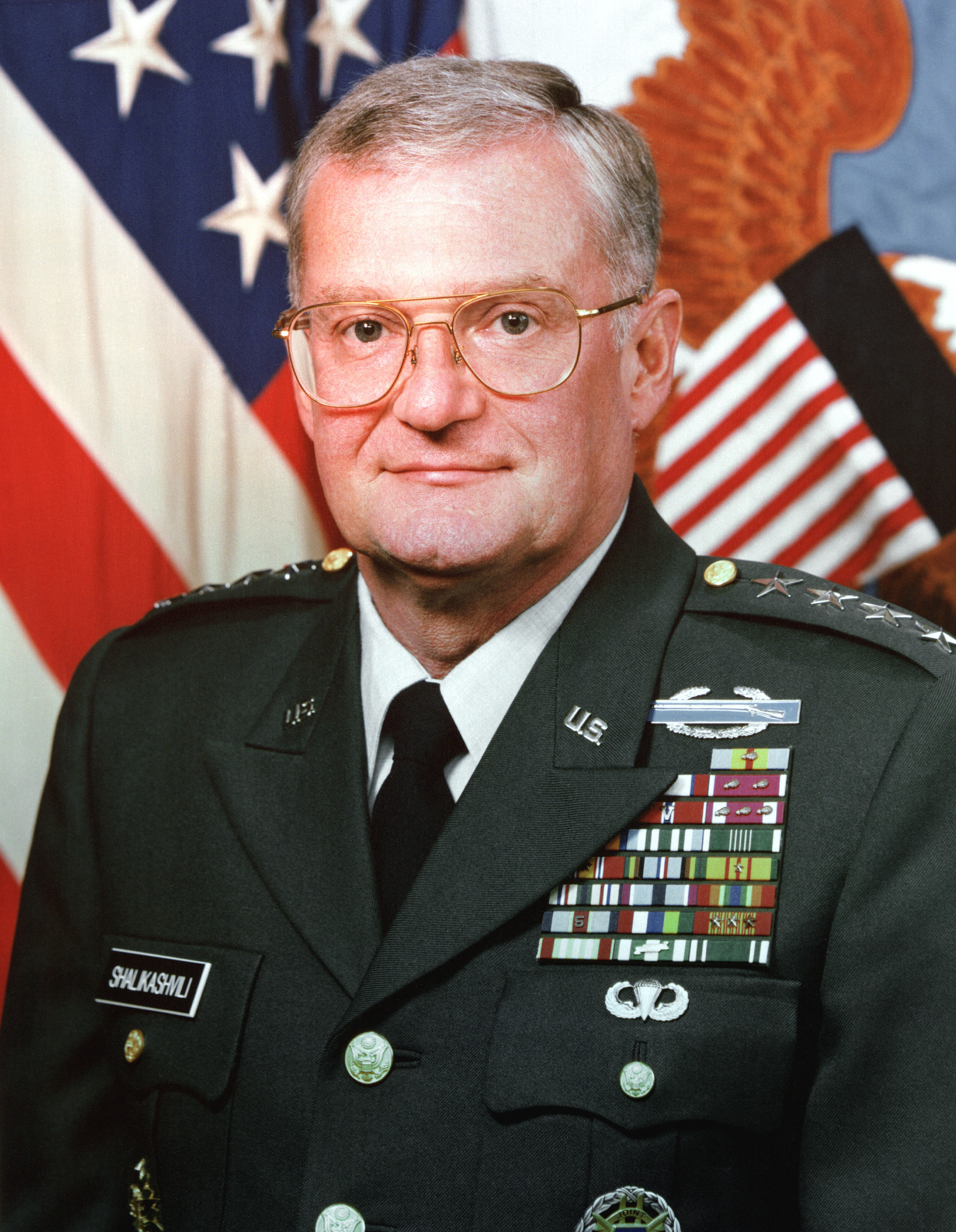
ارتشبد جان شالیکاشویلی (۱۹۹۳)